# 岡山県高等学校の廃校一覧
岡山県高等学校の廃校一覧（おかやまけんこうとうがっこうのはいこういちらん）とは、岡山県の廃校となった高等学校の一覧。対象となるのは学制改革（1948年）以降に廃校となった高等学校と分校である。名称は廃校当時のもの。廃校時に属していた自治体が合併により消滅している場合は現行の自治体に含める。また、現在休校中の学校は公式には存続していることとなっているが、休校中の学校は事実上廃校となっている場合が多いため、便宜上本項に記載する。
小学校や中学校と異なり、生徒が在学中に在籍校が変更となることはほとんどなく、新設校が開校する年と旧校が閉校となる年は異なることが多い。また、統合した場合でも片方の高等学校が旧校の生徒が卒業するまで存続扱いとなる場合もある。

## 国立高等学校

### 倉敷市
- 岡山大学教育学部附属高等学校（1952年廃止）[1]

## 公立高等学校

### 岡山市
- 御津高等学校（1948年金川高〈初代〉と統合し金川高〈2代目〉となり、1953年完全移行）[2]
- 岡山県立高松農業高等学校〈初代〉（1949年8月岡山県立高松高等学校開校に伴い閉校）[3]
- 岡山県立岡山第一高等学校（1949年8月31日岡山第二女子高と統合し岡山県立岡山朝日高等学校内山下校舎となり、1953年8月廃止）[4]
- 岡山県立岡山第二女子高等学校（1949年8月31日岡山第一高と統合し岡山朝日高中山下校舎となり、1951年廃止）[4]
- 岡山県立岡山第一女子高等学校（1949年8月31日岡山第二高と統合し岡山県立岡山操山高等学校へ）[5]
- 岡山県立岡山第二高等学校（1949年8月31日岡山第一女子高と統合し岡山操山高へ）[5]
- 岡山県立西大寺高等学校〈初代〉（1949年8月31日西大寺女子高と統合し岡山県立西大寺高等学校〈2代目〉西校舎となり、1960年東校舎へ統合）[6]
- 岡山県立西大寺女子高等学校（1949年8月31日西大寺高〈初代〉と統合し西大寺高〈2代目〉東校舎へ）[6]
- 岡山県立瀬戸高等学校〈初代〉（1949年8月31日瀬戸農芸高と統合し瀬戸高〈2代目〉へ）[7][注釈 1]
- 岡山県立瀬戸農芸高等学校 （1949年瀬戸高〈初代〉と統合し瀬戸高〈2代目〉へ）[7]
- 岡山県立瀬戸高等学校〈2代目〉（1953年岡山県立瀬戸高等学校〈3代目〉[7]と瀬戸農業高〈1984年岡山県立瀬戸南高等学校へ改称〉[8]へ分割）
- 岡山市立商業高等学校（1949年岡山市立経済高と統合し岡山県立岡山南高等学校奥田校舎へ）[9]
- 岡山市立経済高等学校（1949年岡山市立商業高と統合し岡山南高丸の内校舎となり、1950年奥田校舎へ統合）[9]
- 組合立岡山県高松高等学校（1953年定時制が岡山県立高松高から独立、全日制は岡山県立高松農業高等学校〈2代目〉へ改称、1962年高松農業高へ統合）[3]
- 岡山市立岡山工業高等学校（1999年岡山商業高と統合し岡山市立岡山後楽館中学校・高等学校へ）[注釈 2]
- 岡山市立岡山商業高等学校（1999年市立岡山工業高と統合し岡山後楽館中・高へ）[注釈 3]
- 岡山県立金川高等学校〈2代目〉（2005年福渡高と統合し岡山県立岡山御津高等学校となり）[10]、2007年移行[2]）
- 岡山県立福渡高等学校（2005年金川高〈2代目〉と統合し岡山御津高となり[10]、2007年完全移行[11]）
- 岡山県立岡山大安寺高等学校（2010年岡山県立岡山大安寺中等教育学校の開校[12]に伴い2015年閉校）

### 倉敷市
- 岡山県立倉敷精思高等学校（1949年8月31日倉敷高と統合し岡山県立倉敷青陵高等学校美和校舎へ）[13][注釈 4]
- 岡山県立倉敷高等学校（1949年8月31日倉敷精思高と統合し倉敷青陵高富井校舎となり、1952年美和校舎へ統合）[13]
- 岡山県立玉島第一高等学校（1949年玉島高〈初代〉と統合し岡山県立玉島高等学校〈2代目〉へ）[14]
- 岡山県立玉島高等学校〈初代〉（1949年玉島第一高と統合し玉島高〈2代目〉になる[14]が、1958年岡山県立玉島商業高等学校として分離）[注釈 5]
- 岡山県立児島高等学校〈初代〉（1949年琴浦高と統合し南海高へ）
- 岡山県立琴浦高等学校〈初代〉（1949年児島高と統合し南海高へ）
- 岡山県立南海高等学校（1953年児島高と琴浦高へ再分離）[15]
- 岡山県天城高等学校（1960年）
- 倉敷市立児島第一高等学校（2003年南海高と統合、2005年市児島高と統合し倉敷市立倉敷翔南高等学校へ）[注釈 6]
- 倉敷市立南海高等学校（2003年児島第一高と統合）[注釈 7]
- 倉敷市立児島高等学校（2005年児島第一高と統合し倉敷翔南高へ）[注釈 8]
- 岡山県立児島高等学校〈2代目〉（2005年琴浦高〈2代目〉と統合し岡山県立倉敷鷲羽高等学校へ）[16]
- 岡山県立琴浦高等学校〈2代目〉（2005年児島高〈2代目〉と統合し倉敷鷲羽高へ）[16]
- 倉敷市立玉島高等学校（2025年倉敷市立精思高との統合により閉校）[17][18]

### 津山市
- 岡山県津山高等学校（1949年津山女子高と統合し津山成美高〈1953年岡山県立津山高等学校へ改称〉へ）[19]
- 岡山県立津山女子高等学校（1949年岡山県津山高と統合し津山成美高へ）[19]
- 岡山県津山高等学校中山分校（1954年統合により岡山県津山市立高校中山校舎へ、1958年廃校）[15]
- 岡山県白鷺高等学校（1954年統合により岡山県津山市立高校白鷺校舎へ、1958年廃校）[15]
- 岡山県津山市立高等学校（1966年岡山県立津山東高等学校新設により廃校）[15]
- 岡山県加茂高等学校（1966年津山東高校新設により、津山東高校加茂分校へ、1985年廃校）[15]
- 岡山県格致高等学校（1962年真庭市の久世高へ統合）[20]
- 岡山県立日本原高等学校（2005年岡山県立勝間田高等学校へ統合）[21]

### 玉野市
- 岡山県立玉野第一高等学校（1949年8月31日玉野第二高と統合し岡山県立玉野高等学校宇野校舎へ）[22]
- 岡山県立玉野第二高等学校（1949年8月31日玉野第一高と統合し玉野高玉校舎となり、1957年宇野校舎へ統合）[22]

### 笠岡市
- 岡山県立笠岡第一高等学校（1949年笠岡第二高と統合し岡山県立笠岡高等学校となるが、1953年笠岡商工高として分離）[23]
- 岡山県立笠岡第二高等学校（1949年笠岡第一高と統合し岡山県立笠岡高へ）[24]
- 笠岡市立笠岡商業高等学校（1957年）[25]
- 笠岡市立笠岡高等学校（1960年）[24]
- 岡山県立笠岡商工高等学校（1961年岡山県立笠岡商業高等学校[25]と岡山県立笠岡工業高等学校[23]へ分割）

### 井原市
- 岡山県立美星高等学校（1952年矢掛高美星分校から独立するも、1971年矢掛高美星分校に戻り、1986年廃校）[26][注釈 9]
- 岡山県立精研高等学校（2006年岡山県立井原高等学校へ統合し、井原高南校地へ）
- 岡山県立井原高等学校南校地（2023年井原高北校地へ集約、廃止） [27]

### 総社市
- 岡山県総社高等学校久代分校（1962年）[28]

### 高梁市
- 岡山県立高梁第一高等学校（1949年に高梁第二高と統合して岡山県立高梁高等学校へ）[29]
- 岡山県立高梁第二高等学校（1949年高梁第一高と統合して高梁高へ、同校伊賀町分校舎として存続後、1967年に正式廃止[29]。跡地は順正短期大学となる）
- 岡山県弥高高等学校（1960年成羽高川上校舎へ統合）[15]
- 岡山県立田原高等学校（1954年成羽高校田原分校から独立するも、1984年成羽高校田原分校に戻り、1985年廃校）[30]
- 岡山県有漢高等学校（1966年高梁高へ統合し、高梁高校有漢分校へ、1986年廃校）[29]
- 岡山県立高梁工業高等学校（2004年成羽高、川上農業高と統合により岡山県立高梁城南高等学校となり、2006年完全移行）[30]
- 岡山県立成羽高等学校（2004年高梁工業高、川上農業高と統合により高梁城南高となる）[30]
- 岡山県立川上農業高等学校（1966年成羽高校川上校舎から独立、2004年高梁工業高、成羽高と統合により高梁城南高川上校地となる）
- 岡山県立高梁城南高等学校川上校地（2010年本校へ集約、廃止。[30]跡地に高梁市立川上中学校が移転）

### 新見市
- 岡山県立新見高等学校〈初代〉（1949年新見農業高〈初代〉と統合し新見高〈2代目〉へ）[31][注釈 10]
- 岡山県立新見農業高等学校〈初代〉（1949年新見高〈初代〉と統合し新見高〈2代目〉へ）[32]
- 岡山県立新見高等学校〈2代目〉（1953年新見高と新見農業高へ再分離）[31]
- 大佐町立岡山県大佐高等学校 （1962年真庭市の久世高へ統合）[20]
- 岡山県立新見農業高等学校〈2代目〉（1962年新見農工高、1977年岡山県立新見北高等学校へ改称、2005年新見高〈3代目〉と統合により新見高北校地へ）[32]
- 新見市立商業高等学校（1977年新見農業高と統合し新見北高西方分校へ、1979年廃校）[32][33]
- 岡山県立新見高等学校北校地（2024年新見高南校地へ集約、廃止）

### 瀬戸内市
- 岡山県立邑久高等学校〈初代〉（1949年牛窓高と統合し岡山県立邑久高等学校〈2代目〉尾張校舎へ）[34]
- 岡山県立牛窓高等学校（1949年邑久高と統合し邑久高牛窓校舎となり、1966年尾張校舎へ統合）[34]
- 岡山県東備高等学校尾張校舎（1956年）[34]
- 岡山県牛窓高等学校（1956年岡山県東備高牛窓校舎から改称、1967年廃校）[34]
- 岡山県立邑久高等学校新良田教室（1955年ハンセン病療養施設である国立療養所長島愛生園の敷地内に設置された、定時制普通科4年制の高等学校。1987年閉校）[35]

### 赤磐市
- 岡山県立備作高等学校（2007年和気閑谷高へ統合）[36]

### 備前市
- 岡山県立閑谷高等学校（1949年和気郡本荘村〈現：和気町〉の和気高〈初代〉と統合し和気高〈2代目〉閑谷校舎となり、1964年本荘校舎へ統合）[37]
- 岡山県立備前高等学校（2003年備前東高と統合し岡山県立備前緑陽高等学校へ）[38]
- 岡山県立備前東高等学校（2003年備前高と統合し備前緑陽高へ）[38]

### 真庭市
- 岡山県立勝山第一高等学校（1949年勝山第二高と統合し岡山県立勝山高等学校へ）[39]
- 岡山県立勝山第二高等学校（1949年勝山第一高と統合し勝山高へ）[39]
- 岡山県湯原高等学校（1966年勝山高へ統合し、勝山高湯原分校へ、1987年廃校）[15]
- 岡山県立至道高等学校（2004年落合高へ統合、跡地は真庭市立北房小学校・真庭市立北房こども園となる）
- 岡山県立落合高等学校（2011年久世高と統合し岡山県立真庭高等学校落合校地へ、2024年真庭高久世校地が廃止となり、本校となる）[20]
- 岡山県立久世高等学校（2011年落合高と統合し真庭高校久世校地へ）[20]
- 岡山県立蒜山高等学校（2013年勝山高へ統合し勝山高校蒜山校地へ）[39]
- 岡山県立真庭高等学校久世校地（2024年真庭高落合校地へ集約、廃止）

### 美作市
- 岡山県立大原高等学校（2004年岡山県立林野高等学校へ統合）[40]
- 岡山県立江見商業高等学校（2007年林野高へ統合）[40]

### 浅口市
- 岡山県寄島高等学校（1971年岡山県立鴨方高等学校へ統合）[41]

### 和気郡
- 岡山県立和気高等学校〈初代〉（1949年和気郡伊里町〈現：備前市〉の閑谷高と統合し和気高〈2代目〉本荘校舎となり、1965年岡山県立和気閑谷高等学校へ改称）[37][注釈 11]
- 組合立岡山県和気高等学校（1960年）[37]

### 小田郡
- 岡山県立矢掛第一高等学校（1949年矢掛第二高と統合し岡山県立矢掛高等学校へ）[26]
- 岡山県立矢掛第二高等学校（1949年矢掛第一高と統合し矢掛高へ）[26]
- 岡山県矢掛商業高等学校（1976年矢掛高西分校となるも、1985年県立矢掛商業高として独立）[26]
- 岡山県立矢掛商業高等学校（2006年矢掛高へ統合）[26]

### 苫田郡
- 岡山県鏡野高等学校（1966年津山東高校新設により、津山東高校鏡野分校へ、1985年廃校）[15]
- 岡山県立苫田高等学校（1971年津山東高校へ統合し、津山東高校苫田分校へ、1985年廃校）[15]

### 久米郡
- 旭町立岡山県旭高等学校（1966年真庭市の久世高へ統合）[20]
- 岡山県立弓削高等学校（2010年岡山県立津山工業高等学校へ統合、2012年移行）[42]

### 加賀郡
- 岡山県総社高等学校大和分校（1960年岡山県立竹荘高等学校へ統合）[15]
- 岡山県立賀陽高等学校（1984年加茂川高と統合して賀陽高〈1987年吉備北陵高へ改称〉へ）
- 岡山県立加茂川高等学校（1984年賀陽高と統合して賀陽高加茂川校舎へ、1986年廃校）
- 岡山県立吉備北陵高等学校（2006年高梁市の高梁高へ統合[29]、跡地は吉備中央町立加賀中学校となる）

## 私立高等学校

### 岡山市
- 財団法人岡山県金川高等学校〈初代〉（1948年御津高と統合し金川町外六ヵ村組合立岡山県金川高等学校〈2代目〉となり、1949年県立化）[2]
- 岡山城北女子高等学校（1962年に岡山県岡山女子高等学校に校名を変更し発展的改組）[43]
- 岡山県岡山女子高等学校（1998年に校籍をベネッセコーポレーションに譲渡してベル学園高等学校として改組）[43]
- ベル学園高等学校（2009年に校籍を学校法人創志学園に譲渡した上で当時の経営陣が一斉退陣。創志学園は前身となるベル学園の学校経歴を公称上から破棄して実質上の廃校。跡地は2010年に創志学園高等学校となる）[43]
- 朝日塾高等学校（2011年朝日塾中と共に朝日塾中等教育学校へ発展的改組）[44]

### 津山市
- 津山基督教図書館高等学校（1982年）[45]